# クリスチーネ・F
『クリスチーネ・F 〜麻薬と売春の日々〜』（クリスチーネ・F まやくとばいしゅんのひび、Christiane F. – Wir Kinder vom Bahnhof Zoo）は、1981年製作の西ドイツ映画。実録手記に基づいた伝記映画である。

## キャスト
- ナーチャ・ブルンクホルスト（クリスチーネ）
- トーマス・ハウシュタイン（デトレフ）
- イェンス・クーパル（アクセル）
- クリスチアーヌ・ライヒェルト（バプシー）
- デヴィッド・ボウイ（本人役）

## 内容
西ベルリン郊外グロピウスシュタットの女性、クリスチーネ・F（クリスチアーネ・ヴェラ・フェルシェリノヴ Christiane Vera Felscherinow）の人生がフィクション形式で語られる。
彼女が友人とともに麻薬に手を出し始めたのは1974年頃のこと。徐々に麻薬への依存は抑えきれなくなっていく。やがて、フェルシェリノヴは14歳にしてベルリンのZoo駅付近で売春に手を染めることになる。ボーイフレンドのデトレフも男娼として体を売り始めた。一方、クリスチーネの母親は娘の生活が破綻を来たしているのに気づかない。
あるとき、新聞の見出しがクリスチーネの目に入る。親友のバプジー(実在の人物、バベッテ・デーゲ Babette Dögeのこと)がオーバードースで命を落としたのだ。バプジーもまた14歳。友人の死、当時のドイツでは最年少のヘロイン中毒死という事実を突きつけられ、彼女は戦慄する。

## 背景
原作は、『かなしみのクリスチアーネ』（原題: "Wir Kinder vom Bahnhof Zoo", 「われらツォー駅の子供たち」）。この実録手記は、1977年から1978年にかけて、クリスチーネ・F本人の口述をもとに、独シュテルン紙の編集者カイ・ヘルマンとホルスト・リークが構成した。撮影期間は1980年8月から11月、ドイツ国内公開は1981年4月3日である。
素人を俳優としてキャスティングし、ベルリンの実在のロケーションで撮影された本作は、ドラッグと売春をとりまく社会環境についての考察でもある。
迫真に迫ったヘロイン中毒の演技、クリスチーネが売春客と絡む生々しい体験、禁断症状のシーンで見られるストレートな表現などは、「ドイツ映画ではこれまでなかったもので、古い世代の観衆には大変なショックを与えた」という。（シーンによっては、クリスチーネ・F役のナーチャ・ブルンクホルストは壁に向かって延々と嘔吐し続け、汚物にまみれた便器に頭を突っ込まなければならなかった。）
監督のウルリッヒ・エーデルは、クリスチーネ・Fが訪れるベルリンのコンサートシーンでデヴィッド・ボウイの協力を得ている。このシーンは、ボウイのベルリンでのライブ後に会場で撮影されたもので、ボウイ提供の写真を交えて構成された。また、ボウイの曲 “Heroes” はこの映画のために作られたわけではないのだが、テーマ、内容においてこの映画と重なっている。
イギリスとアメリカで公開され、VHSで発売されているバージョンは、青少年に有害とされた部分をカットした、約4分間短縮されたものである。DVDで完全版が発売された際は、イギリス/アメリカでは18歳以上向け、ドイツでは16歳以上向けのレーティングが設定されている。

## サウンドトラック
収録曲
| #         | タイトル                                                                 | 作詞      | 作曲・編曲 | 初出アルバム                     | 時間 |
| --------- | ------------------------------------------------------------------------ | --------- | ---------- | -------------------------------- | ---- |
| 1.        | 「V-2 シュナイダー」(V-2 Schneider)                                      |           |            | ヒーローズ                       | 3:09 |
| 2.        | 「TVC 15 (ワン・ファイヴ) (シングル・エディット)」(TVC 15 (Single Edit)) |           |            | ステイション・トゥ・ステイション | 3:29 |
| 3.        | 「ヒーローズ / ヘルデン」(Heroes / Helden)                               |           |            | ヒーローズ                       | 6:01 |
| 4.        | 「ボーイズ・キープ・スウィンギング」(Boys Keep Swinging)                 |           |            | ロジャー                         | 3:16 |
| 5.        | 「疑念」(Sense of Doubt)                                                 |           |            | ヒーローズ                       | 3:56 |
| 6.        | 「ステイション・トゥ・ステイション (ライヴ)」(Station to Station (Live)) |           |            | ステージ                         | 8:42 |
| 7.        | 「怒りを込めてふり返れ」(Look Back in Anger (song) (Live))               |           |            | ロジャー                         | 3:06 |
| 8.        | 「ステイ (シングル・エディット)」(Stay (David Bowie song) (Single Edit)) |           |            | ロジャー                         | 3:20 |
| 9.        | 「ワルシャワの幻想」(Warszawa (song))                                    |           |            | ロウ                             | 6:18 |
| 合計時間: | 合計時間:                                                                | 合計時間: | 41:17      |                                  |      |